# Macrobrachium grandimanus
Macrobrachium grandimanus är en kräftdjursart som först beskrevs av J. W. Randall 1840.  Macrobrachium grandimanus ingår i släktet Macrobrachium och familjen Palaemonidae. Inga underarter finns listade i Catalogue of Life.